# وینوود (اکلاهما)
وینوود(به انگلیسی: Wynnewood) شهری در ایالت اکلاهما کشور ایالات متحده آمریکا است که جمعیت آن در سرشماری سال ۲۰۱۰ میلادی، ۲٬۲۱۲ نفر بوده‌است.